# Robert Chef d’Hotel
Robert Chef d’Hotel, född 2 februari 1922 i Nouméa i Nya Kaledonien, död 19 oktober 2019 i Saint-Jean-en-Royans, var en fransk före detta friidrottare.
Han blev olympisk silvermedaljör på 4 x 400 meter vid sommarspelen 1948 i London.